# Щёголева, Пелагея Михайловна
Пелагея Михайловна Щёголева (2 [15] августа 1909, село Верхняя Катуховка, Воронежская губерния — 13 января 1998, пос. Катуховские Выселки 2-е, Воронежская область) — звеньевая колхоза «Красный маяк» (Панинский район, Воронежская область). Герой Социалистического Труда (1948)

## Биография
Пелагея Михайловна Щёголева родилась 2 (15) августа 1909 года в селе Верхняя Катуховка (ныне Панинского района Воронежской области).
С 1930 года работала звеньевой в колхозе «Красный маяк» (Панинский район, Воронежская область).
Указом Президиума Верховного Совета СССР от 18 января 1948 года за получение высокого урожая пшеницы (31,13 центнеров с гектара) на площади 8 га Пелагее Михайловне Щёголевой присвоено звание Героя Социалистического Труда с вручением ордена Ленина и медали «Серп и Молот».
До 1974 года работала в колхозе «Красный маяк» звеньевой свекловичниц.
Пелагея Михайловна Щёголева умерла 13 января 1998 года в посёлке 2-е Катуховские Выселки Панинского района Воронежской области. Похоронена во 2-х Катуховских Выселках.

## Награды
- Медаль «Серп и Молот» (18.01.1948);
- Орден Ленина (18.01.1948);
- Медали.